# سهيد بالوغون
سهيد بالوغون (يتم تهجئته أحيانًا باسم "Saidi") (استمع/[invalid input: 'صوت']/ )؛ من مواليد 5 فبراير 1967) هو ممثل نيجيري مخضرم وصانع أفلام ومخرج ومنتج. 

## النشأة والمهنية
ولد سهيد بالوغون في 5 فبراير 1967 في ولاية إينوغو بجنوب شرق نيجيريا، ولكنه من أصل ولاية أويو حيث تلقى تعليمه الابتدائي والثانوي والعالي على التوالي. تخرج من كلية الفنون التطبيقية بولاية كوارا. وبدأ مسيرته التمثيلية عام 1978، حيث قدم أول برنامج تلفزيوني له بعنوان "شباب اليوم" على قناة NTA .  أنتج فيلمه الأول بعنوان "سيتي غيرل" في عام 1989، لكنه تم أيضًا عرض وإنتاج وإخراج العديد من الأفلام النيجيرية قبل ذلك الحين. 

## الحياة الشخصية
كان سهيد بالوغون متزوجًا في البداية من ممثلة نوليوود، فاتحية بالوغون، لكنهما انفصلا وتطلقا.
وهو متزوج مرة أخرى ولديه أربعة أطفال. 

## فيلموغرافيا مختارة
- مادوبي تيمي (ممتن) - أول فيلمين في أفريقيا
- غبوغبو إيري (إجمالي الربح) - أول فيلم ثلاثي الممثلين في غرب أفريقيا
- الطرف الثالث - أول فيلم أنقرة على الإطلاق في أفريقيا
- أوفين موسي (2006) .
- عائلة على النار (2011)
- روجبوديان (2017)
- ضوء في الظلام (2019)
- لا تغضب، حتى (2019) [9]
- أحزاب الظل (2020)
- المعالج (2021) [10]
- قضية هربرت ماكولاي (2019) [11]
- ضوء في الظلام (2018)، فيلم روائي طويل من بطولة أنجيل أونيغوي ، وجوك سيلفيا ، وريتا دومينيك ، وآخرين. [12]
- فون فون - أبيض (2021)
- اون لاين (2021)
- العثور على إيريتي (2022)
- بيديمي جاجبا (2023)